# Mahakashyapa

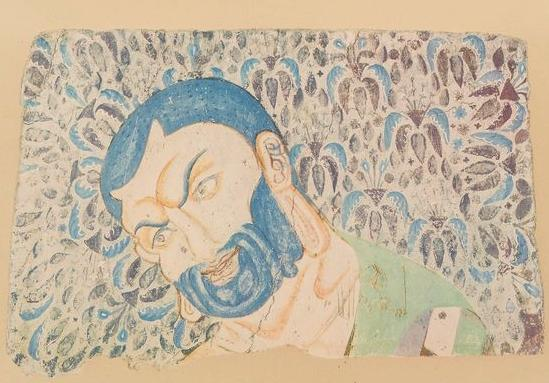
„The head of Mahakasyapa“, gefunden in den Tausend-Buddha-Höhlen von Kizil, eine von den Tocharern angefertigte Tempelhöhle.

Mahakashyapa (Sanskrit: महाकश्यप, Mahākaśyapa; Pali: Mahā Kassapa; wörtlich „der große Kassapa“), geboren als Pipphali Kassapa, war einer der wichtigsten Schüler Buddhas. Nach Buddhas Tod leitete er das erste Buddhistische Konzil. Er ist als der erste indische Patriarch des Zen-Buddhismus genannt.

## Leben
Mahakashyapa war im nordostindischen Reich Magadha als Sohn von Brahmineltern geboren. Auf Nachdruck seiner Eltern heiratete er Bhadda Kapilani, obwohl die beiden unverheiratet bleiben wollten. Nachdem seine Eltern starben, wurden Mahakashyapa und Bhadda Kapilani als Mönch und Nonne Buddhas Schüler.